# エディン・ヴァヴシッチ
エディン・ヴァヴシッチ（Edin Bavčić、1984年6月5日 - ）は、ボスニア・ヘルツェゴビナのプロバスケットボール選手。ドイツ男子プロバスケットボールリーグ1部BBLのケルン・99ers所属。ユーゴスラビア連邦ボスニア・ヘルツェゴビナ社会主義共和国フォチャ出身。ポジションはパワーフォワード。211cm、111kg。